# 分韻撮要
『分韻撮要』（ぶんいんさつよう）は、清代に編纂された粤語系の韻書。

## 成立
『分韻撮要』がいつ著されたかは明らかでない。現存する最古の版本は『江湖尺牘分韻撮要合集』と題した乾隆壬寅（1782年）の本である。なおこの本は『合集』とあるように2つの書物をひとつにまとめており、上半分は韻書とは無関係な手紙の書き方の本である。

## 特徴
黄錫凌は『分韻撮要』の音を広州音ではないとして、
- 幾韻は広東語の[ei]と[i]、古韻は[ou]と[u]、諸韻は[œy]と[y]、魁韻は[œy]と[ui]がまざっている。英韻は[ɛŋ]と[iŋ]がひとつにまとめられている。
- 金韻[ɐm]と甘韻[om]が区別されている
- 登韻[ɐŋ]と彭韻[aŋ]の分かれ方が広東語と異なる
- 師韻[z̩]が独立した韻になっている。広東語では[i]になる。
- [œ]が韻として存在しない

などの特徴を挙げている。これらの違いが方言差によるものか時代差によるものかは必ずしも明らかでないが、いずれにせよ現代の広東語の韻書として使うには適当でない。
サミュエル・ウィリアムズは1850年代に『分韻撮要』をもとに広東語・英語辞典『英華分韻撮要』(A Tonic Dictionary of the Chinese Language in the Canton Dialect)を出版した。ウィリアムズ以降の学者もこれに倣ったため、辞書の発音と実際の広東語の発音に食いちがいが生じることになった。

## 構成
『分韻撮要』は元・亨・利・貞の4巻から構成される。韻を33（入声を別に数えると50）に分け、それぞれの韻をさらに四声によって分けている。ひとつの韻の中は同音の字をまとめて並べ、字ごとに簡単な説明を施しているが、反切などの音注はほとんど存在しない。
|      | 01 | 02 | 03 | 04 | 05 | 06 | 07 | 08 | 09 | 10 | 11 |
| ---- | -- | -- | -- | -- | -- | -- | -- | -- | -- | -- | -- |
| 平声 | 先 | 威 | 幾 | 諸 | 修 | 東 | 英 | 賓 | 張 | 剛 | 朝 |
| 上声 | 蘚 | 偉 | 紀 | 主 | 叟 | 董 | 影 | 稟 | 掌 | 講 | 沼 |
| 去声 | 線 | 畏 | 記 | 著 | 秀 | 凍 | 応 | 嬪 | 帳 | 降 | 照 |
| 入声 | 屑 |    |    |    |    | 篤 | 益 | 畢 | 着 | 角 |    |

|      | 12 | 13 | 14 | 15 | 16 | 17 | 18 | 19 | 20 | 21 | 22 |
| ---- | -- | -- | -- | -- | -- | -- | -- | -- | -- | -- | -- |
| 平声 | 孤 | 鴛 | 皆 | 登 | 師 | 金 | 交 | 栽 | 兼 | 津 | 雖 |
| 上声 | 古 | 婉 | 解 | 等 | 史 | 錦 | 絞 | 宰 | 検 | 贐 | 髄 |
| 去声 | 故 | 怨 | 介 | 凳 | 四 | 禁 | 教 | 載 | 剣 | 進 | 歳 |
| 入声 |    | 乙 |    | 徳 |    | 急 |    |    | 劫 | 卒 |    |

|      | 23 | 24 | 25 | 26 | 27 | 28 | 29 | 30 | 31 | 32 | 33 |
| ---- | -- | -- | -- | -- | -- | -- | -- | -- | -- | -- | -- |
| 平声 | 科 | 緘 | 翻 | 家 | 官 | 魁 | 遮 | 干 | 甘 | 彭 | 吾 |
| 上声 | 火 | 減 | 反 | 賈 | 管 | 賄 | 者 | 趕 | 敢 | 棒 | 五 |
| 去声 | 貨 | 鑑 | 泛 | 嫁 | 貫 | 誨 | 蔗 | 幹 | 紺 | 硬 | 悟 |
| 入声 |    | 甲 | 発 |    | 括 |    |    | 割 | 蛤 | 額 |    |